# بعثة الأمم المتحدة للمراقبة في العراق والكويت
أنشئت بعثة الأمم المتحدة للمراقبة في العراق والكويت (يونيكوم) في 9 نيسان/أبريل 1991، عقب معركة أم المعارك/حرب الخليج الثانية بموجب قرار مجلس الأمن 689 (1991)، ونُشرت بالكامل بحلول مطلع أيار/مايو 1991.
تمثلت مهمة المراقبين العسكريين الـ 300 في رصد المنطقة المجردة من السلاح على طول الحدود بين العراق والكويت ومجرى خور عبد الله المائي، وردع انتهاكات الحدود والإبلاغ عن أي عمل عدائي. وفي 5 شباط/فبراير 1993، وبموجب قرار مجلس الأمن 806، تم توسيع نطاق الولاية لتشمل الإجراءات المادية الرامية إلى منع الانتهاكات، وتم توسيع نطاق هذه القوة لتصل إلى ثلاث كتائب مشاة ميكانيكية مصممة بالإضافة إلى الدعم.
اكتملت ولاية البعثة في 6 تشرين الأول/أكتوبر 2003.
كان مقر القوة في أم قصر، بالعراق، داخل المنطقة المجردة من السلاح. وبلغ القوام الأقصى للقوة 1،187 فردا في 28 شباط/فبراير 1995. مدد مجلس الأمن ولايتها للمرة الأخيرة في تموز/يوليو 2003. وقت الانسحاب في 30 أيلول/سبتمبر 2003، كان هناك أربعة مراقبين عسكريين و131 موظفا مدنيا. خلال البعثة، كانت هناك 18 حالة وفاة.
شملت الدول المساهمة الأرجنتين، والنمسا، وبنغلاديش (بما في ذلك كتيبة المشاة الآلية)، وكندا، وتشيلي، والصين، والدنمارك، وفيجي، وفنلندا، وفرنسا، وألمانيا، وغانا، واليونان، والمجر، والهند، وإندونيسيا، وأيرلندا، وإيطاليا، وكينيا، وماليزيا، ونيجيريا، والنرويج، وباكستان، وبولندا، ورومانيا، والاتحاد الروسي (الاتحاد السوفيتي قبل 24 كانون الأول/ديسمبر 1991)، والسنغال، وسنغافورة، والسويد، وسويسرا، وتايلاند، وتركيا، والمملكة المتحدة، والولايات المتحدة، وأوروغواي، وفنزويلا. وبالإضافة إلى ذلك، شملت بعثة الأمم المتحدة للمراقبة في العراق والكويت، خلال مرحلة الإنشاء (نيسان/أبريل إلى حزيران/يونيو 1991)، كتيبة أمنية تتألف من موظفين متعددي الجنسيات (السويد وفنلندا والنرويج) وخمس سرايا مشاة مستمدة من قوة الأمم المتحدة لحفظ السلام في قبرص وقوة الأمم المتحدة المؤقتة في لبنان. وقدمت هذه القوات كل من النمسا، والدنمارك، وفيجي، وغانا، ونيبال.
كان هناك أيضا وحدة للصيانة/الإصلاح والإنعاش من النرويج ومقر سرية لوجستية من السويد مستمدة من قوة الأمم المتحدة المؤقتة في لبنان.

## وصلات خارجية
- UNIKOM